# Coalisland
Coalisland (irlandais : Oileán an Ghuail, scots : Collislann) est une ville du comté de Tyrone en Irlande du Nord.